# Herzlovo muzeum
Herzlovo muzeum je muzeum v Jeruzalémě, která se zabývá činností a myšlenkami Theodora Herzla. Nachází se u hlavního vchodu do náměstí na Herzlově hoře. Zahrnuje čtyři oblasti: první o cestě Herzla k sionismu, druhou o jeho aktivitách v sionistických politických hnutích, třetí představí Herzlova studia a čtvrtá představuje Herzlovu vizi Izraele, jak je uvedena v knize Staronová země. Ke komplexu muzea patří i dvě vzdělávací centra související se studiem sionismu pojmenovaná po Arje Tzimukim a druhé po Stelle a Alexandru Margolisových. Muzeum je řízeno Světovou sionistickou organizací.